# Архепластиды
Архепластиды (лат. Archaeplastida) — растения в широком смысле (Plantae sensu lato), одна из основных групп эукариот, включающая зелёные, красные и глаукофитовые водоросли, а также огромное множество наземных растений.
Хотя имеется много данных, указывающих на монофилетичность группы, этот вопрос остаётся дискуссионным, в некоторых исследованиях группа рассматривается как парафилетическая.

## Классификация
В кладу включают следующие отделы и подцарства:
- Glaucophyta — Глаукофитовые водоросли
- Rhodelphidia
- Rhodophyta — Красные водоросли
- Viridiplantae — Зелёные растения